# 小泉麻由
小泉 麻由（こいずみ まゆ、1982年8月25日 - ）は日本のAV女優。
東京都出身。身長：162cm。スリーサイズ：バスト102cm（のちに107cm）・ウエスト61cm・ヒップ88cm。Lカップ。
102cm（のち107cm）・Jカップの巨乳をメインとした作品が多かった。「digi_KISHIN」（篠山紀信）のモデルとしても活躍した。

## 略歴
2000年にリリースされた『ザ・爆乳 Vol.44』が実質上のデビュー作（夕樹怜奈 名義）。2001年に『おっぱい爆弾!!』でAVデビュー。同年、MOODYZ専属女優になる。同年8月10日放送のタモリ倶楽部「Aカップ～Jカップ プールサイド美乳英語スクール」に出演。
2012年9月配信の作品「Boin「小泉麻由」Box 伝説の爆乳復活！ 新フェチモザイク」にてAV女優業を再開する。

## 作品

### アダルトビデオ
2000年
- ザ・爆乳　Vol.44（夕樹怜奈 名義）（2000年、VCA）

2001年
- おっぱい爆弾!（8月1日、MOODYZ）
- アブ禁セックス!（9月1日、MOODYZ）
- 痴女乳（10月1日、MOODYZ）
- 悶絶湯煙旅情（11月1日、MOODYZ）
- 女子校生輪姦調教（12月1日、MOODYZ）
- ドリーム学園4 前編（12月1日、MOODYZ）共演:泉星香、水野礼子、可憐、池野瞳、宝生奈々、藤谷牡丹

2002年
- ドリームウーマンVOL.1（1月1日、MOODYZ）
- ドリーム学園4 後編（1月1日、MOODYZ）共演:水野礼子、可憐、泉星香、池野瞳、宝生奈々、藤谷牡丹
- THE NAKADASHI～中出し家の人々～（2月1日、MOODYZ）
- LOVEPOTION NO.9（3月1日、MOODYZ）
- A級乳犯（3月23日、クリスタル映像）
- 真.AV女優（4月20日、クリスタル映像）
- 小泉麻由の素人100人斬り（5月1日、MOODYZ）
- 爆乳ゲリラ（5月25日、クリスタル映像）
- 107cmJカップ爆乳徹底攻略（6月1日、MOODYZ）
- 極乳Jカップ（6月7日、TMA）
- 小泉麻由の極乳を全て食べつくす方法（6月21日、クリスタル映像）
- 爆乳ファンタジア（6月29日、クリスタル映像）
- 超-股間のアングル（7月1日、ワンズファクトリー）
- 超-巨乳のアングル（8月1日、ワンズファクトリー）
- THE 巨乳女医～インテリ爆乳ドクター（11月20日、ドリームチケット）他出演:松坂樹梨、水野あい
- 看護婦（12月18日、ドリームチケット）他出演:藤森かおり、蒼吹雪

2003年
- Angel 小泉麻由（1月15日、アイデアポケット）
- 制服あそび ～コスプレ的ソフトSM～（1月22日、ドリームチケット）他出演:琴野まゆ、愛原莉央
- 巨乳監禁 紅い凌辱（3月8日、アタッカーズ）
- 龍縛愛玩調教25 人間ペット（7月8日、アタッカーズ）
- 月刊ナイスボディ11（7月18日、ジャパンホームビデオ）他出演:滝川梨絵、芹沢涼
- 宅配ソープ（8月25日、アトラス21）
- 爆乳義母（12月5日、笠倉出版社）他出演:友田真希

2005年
- 爆乳痴女カルテット（2月15日、MOODYZ）共演:春菜まい、甘味いちご、夜桜すもも
- 嗚呼 癒しの巨乳熟女（7月22日、笠倉出版社）他出演:友崎亜希、楠真由美、友田真希、葉山杏子、宮下真紀、野中雪子

2006年
- 看護婦（10月15日、ドリームチケット）他出演:藤森かおり、蒼吹雪

2007年
- 宅配ソープ（1月12日、NEO ATLAS）他出演:可愛あずさ
- M奴隷女子校生 輪姦調教（2月21日、Lightning）他出演:結城杏奈
- S級女優 フェラチオ 4時間20人（8月3日、NUDYS）他19名出演
- S級プレミアムコレクション 巨乳美乳4時間20人（9月3日、NUDYS）他19名出演
- S級プレミアムコレクション 女優本気凌辱総集編4時間（9月16日、NUDYS）他8名出演

2008年
- 人気女優に8時間ぶっとおしで中出し 最初から最後までクライマックスだぜっ!!（4月16日、幸福の時間）他18名出演
- ドスケベ熟女25人 2（9月1日、グラフィティジャパン）他24名出演

2009年
- TMA 巨乳 HISTORY 10years 80人8時間（8月21日、TMA）他79名出演

2010年
- 日本女性の陰毛 44人のアンダーヘア 陰毛を愛する全ての人々へ…（1月20日、レイディックス）他43名出演
- ザ・爆乳ベスト4時間 新基準モザイクで甦る爆乳女優たち（2月26日、シネマユニット・ガス）他出演:沢口みき、立花まりあ、岡本春名、森川まりこ、山口玲子、細川しのぶ
- 10th ANNIVERSARY 巨乳 BEST（4月1日、ワンズファクトリー）他52名出演
- 1m以上の巨爆乳14人4時間14m超!!（5月21日、メディアバンク）宮崎あい、葉山くみこ、七尾なつみ、佐々木美羽、根本わか、小向杏奈、川久保アンナ、泉セナ、みずしまちはる、林マリア、杉山圭、桃井りか

2012年
- Boin「小泉麻由」Box 伝説の爆乳復活！ 新フェチモザイク（9月1日、ABC/妄想族）

### 写真集
- 102・小泉麻由写真集（2001年、撮影：小沢忠恭、双葉社）
- 小泉麻由 2nd 写真集 J107バズーカ（2002年、撮影：竹内彩、オールアウト/エム・ウェーブ）

## オナホール
- 小泉麻由 型抜きホール